# Parafia bł. Marii Karłowskiej w Toruniu
Parafia błogosławionej Marii Karłowskiej w Toruniu – parafia rzymskokatolicka w diecezji toruńskiej, w dekanacie Toruń III, z siedzibą w Toruniu. Patronką parafii jest błogosławiona Maria Karłowska, polska zakonnica żyjąca w latach 1865–1935.

## Historia
Parafia została erygowana 8 września 1999 roku przez biskupa Andrzeja Suskiego. Początkowo parafia korzystała z kościoła macierzystej parafii pw. św. Maksymiliana M. Kolbego. Pierwszym proboszczem parafii został ks. Andrzej Ziegert. 16 kwietnia 2001 roku biskup Józef Szamocki poświęcił krzyż oraz plac, na którym miał stanąć kościół. 2 lipca 2002 roku rozpoczęło budowę kaplicy. 8 września 2003 roku kaplica została poświęcona przez biskupa Andrzeja Suskiego. Obecnie budowany jest kościół bł. Marii Karłowskiej. 6 czerwca 2016 roku biskup toruński Andrzej Suski dokonał uroczystego wmurowania kamienia węgielnego pod budowę kościoła.

## Odpust
- Bł. Marii Karłowskiej – 6 czerwca ipsa die[1]

## Ulice
Ulice na obszarze parafii:
- Dobrej Nadziei
- Konstytucji 3 Maja
- Kosynierów Kościuszkowskich (numery 1, 8, 10 i 12)
- Kusocińskiego
- Malinowskiego
- Na Przełaj
- Olimpijska
- Przy Skarpie (numery nieparzyste od Ligi Polskiej)
- Szarych Szeregów (nry 5-6, 7-9)
- Stamma
- Szosa Lubicka (numery 180 i 182)
- Teligi
- Trakt Leśny